# Monster (Zuid-Holland)

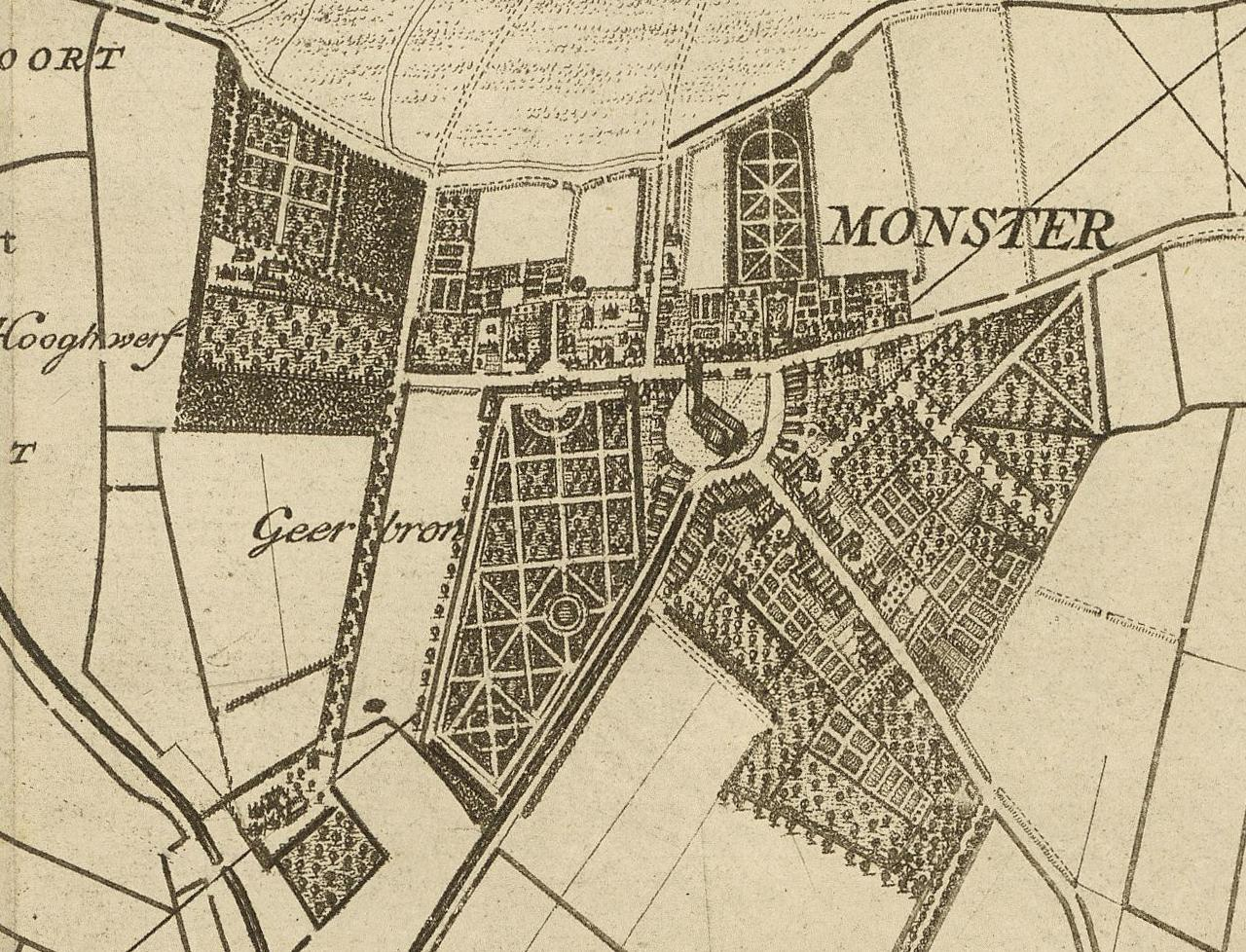
Monster op een kaart uit 1712

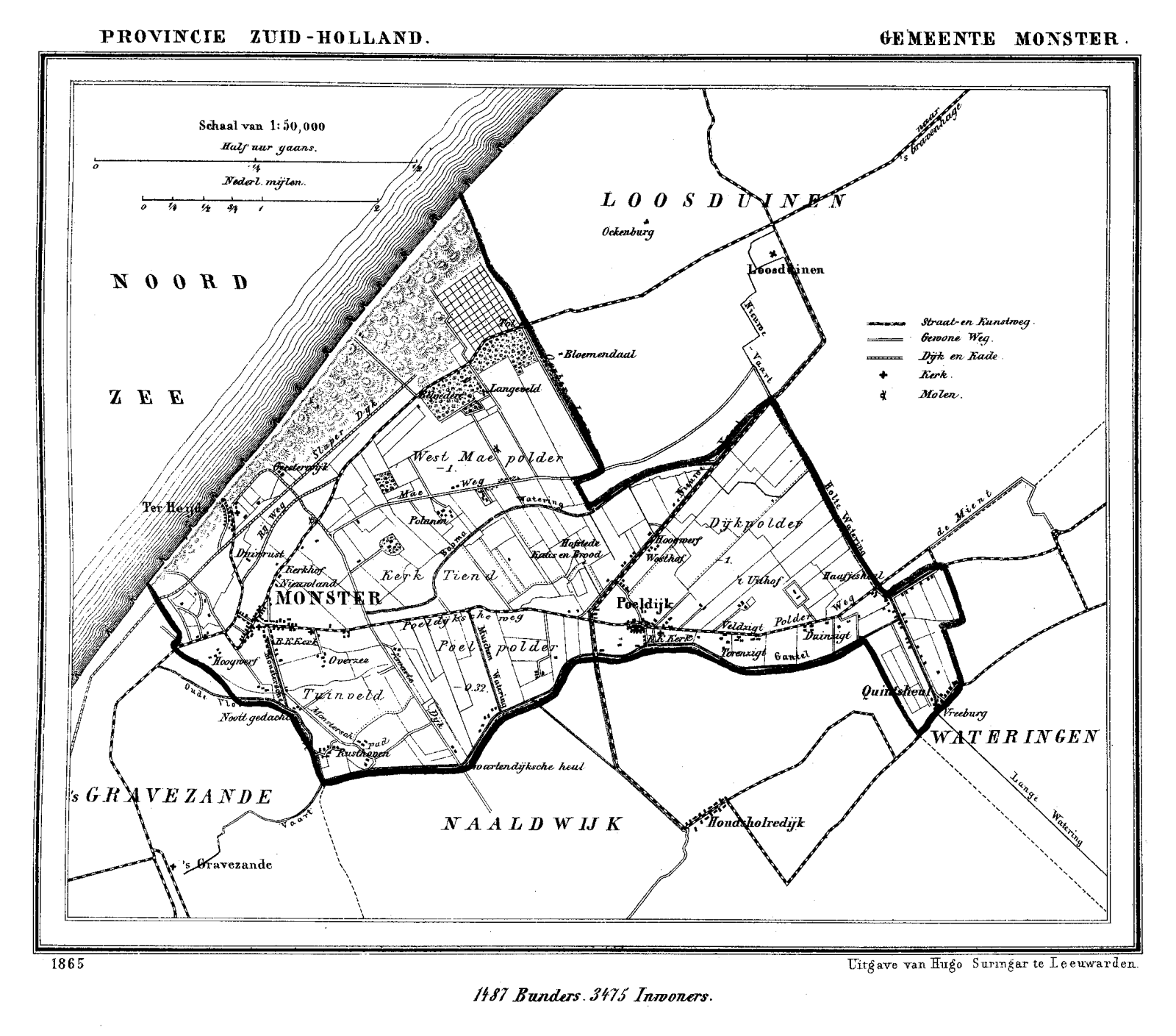
Kaart van Monster (1866)

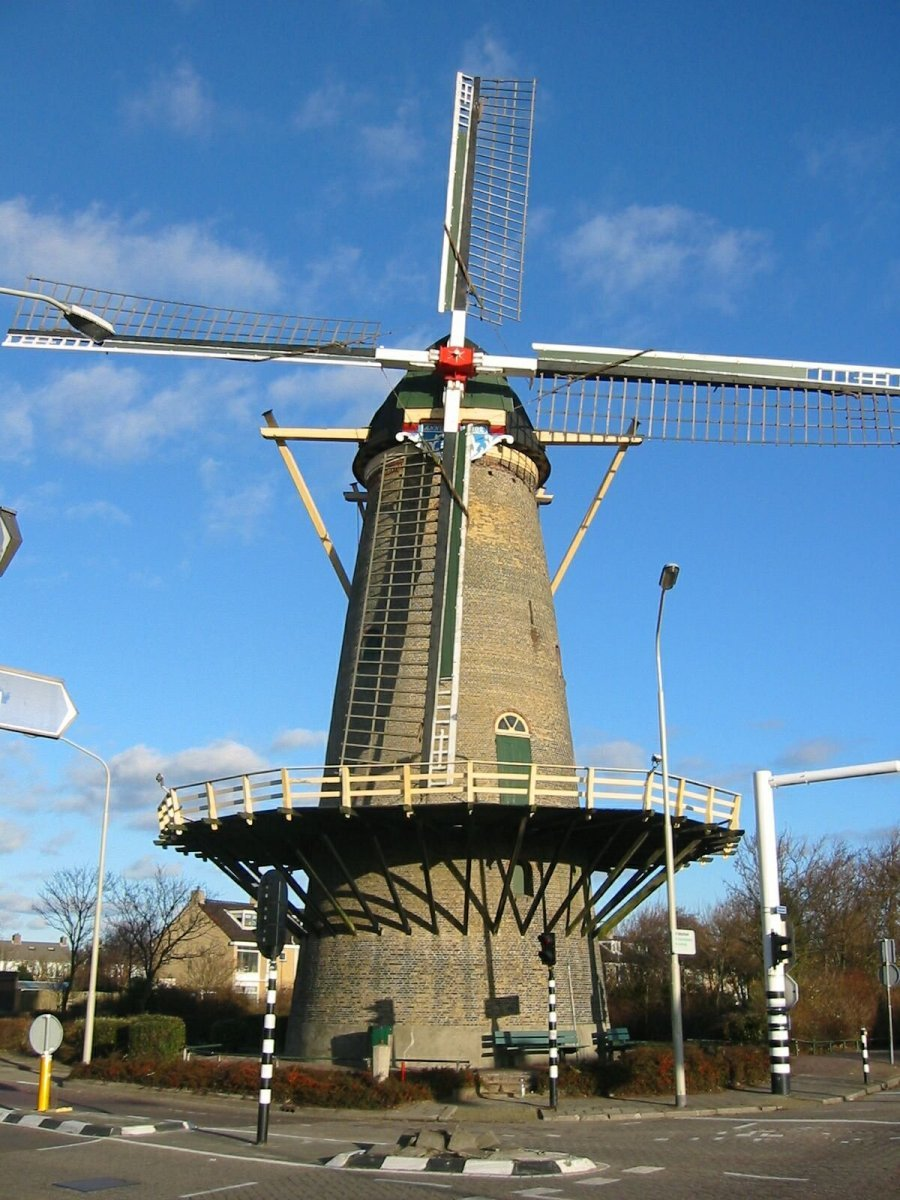
Molen "De Vier Winden"

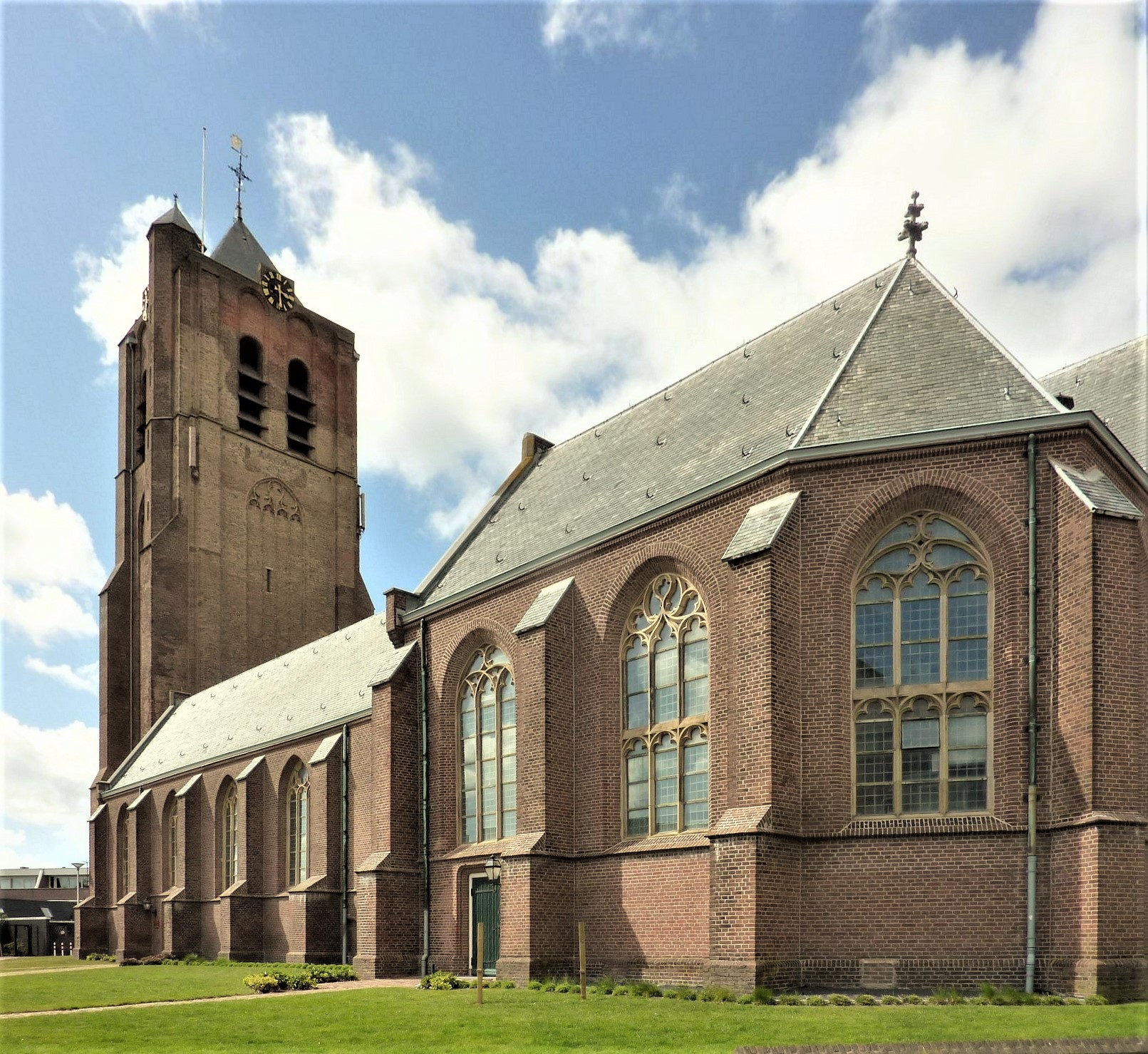
Hervormde kerk

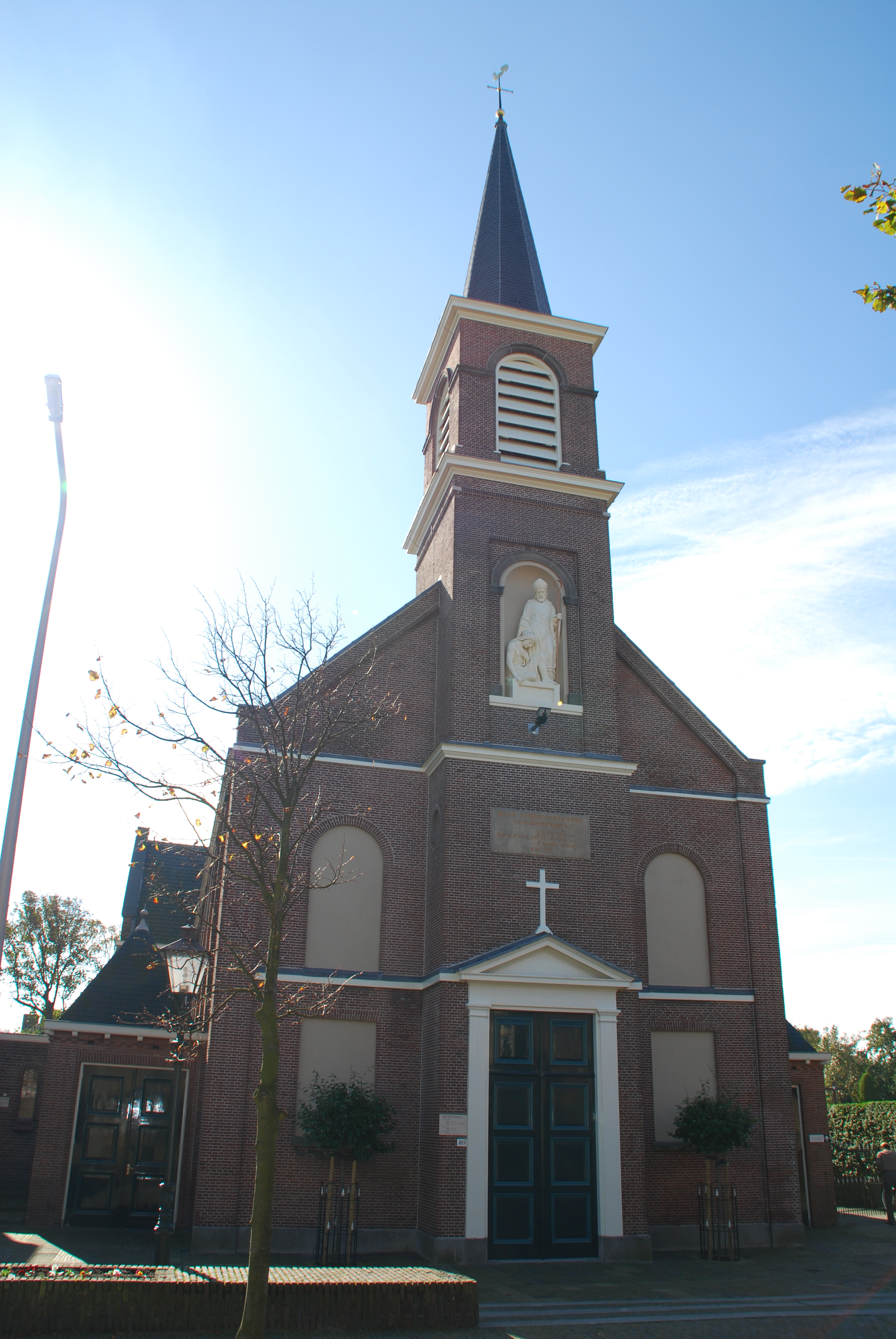
Sint-Machutuskerk

Monster is een kustdorp in de provincie Zuid-Holland (gemeente Westland), gelegen aan de Noordzee, dat beschikt over vijf kilometer strand. Het dorp telt anno 2023 14.410 inwoners.
Tot 1 januari 2004 was Monster een zelfstandige gemeente. Toen ging deze bij de gemeentelijke herindeling Westland op in de gemeente Westland. De vroegere gemeente Monster bestond uit de dorpen Monster, Ter Heijde aan Zee en Poeldijk en telde ruim 20.000 inwoners. De inwoners worden Monsternaars genoemd.

## Ligging
Monster ligt in Zuid-Holland in het noorden van de regio Westland en de gemeente Westland. De plaats grenst in het oosten aan Den Haag en Poeldijk, in het noorden aan Ter Heijde en in het het zuiden aan de woonplaatsen van Naaldwijk en 's-Gravenzande. De voormalige gemeente Monster omvatte naast Monster ook de kernen Ter Heijde, Poeldijk en Zwartendijk. Kwintsheul behoorde tot 1914 bij de gemeente.

## Geschiedenis
Monster ontstond waarschijnlijk in de tiende eeuw en de eerste gebouwen, voornamelijk boerderijen, werden als een lint langs de strandwal gebouwd. Een kerk kwam langs een weg die de boerderijen met elkaar verbond. De plaats werd voor het eerst in het jaar 1006 genoemd. Het dorp nam al snel een belangrijke plaats in in de regio en al vroeg kreeg Monster een eigen korenmolen in 1300.
Een oude naam van Monster was Masamuda, samengesteld uit het Oudnederlandse woord muda ('monding') en de waternaam Maas. Over de oorsprong van de naam Monster is een onzekerheid. Waarschijnlijk is deze afgeleid van het Latijnse woord "Monasterium", hetgeen klooster betekent, maar daar er geen klooster was, hier in de betekenis 'grote centrale parochiekerk', is dit onzeker.
Monster was vroeger een bedevaartplaats, omdat de Machutusparochie een aantal relikwieën bezat van haar patroon, de heilige Machutus, ook wel Machuut genoemd. Men zocht hier genezing van de vallende ziekte, epilepsie.
Het dorp telde in 1474 80 haardsteden. Dit aantal was in 1514 gegroeid tot 250. De bebouwing concentreerde zich rond de kerk en langs dwarswegen op de strandwal. Bij de kerk kwam een haventje dat uitkwam op de Vlotwatering. Belangrijke vormen van bestaan in de middeleeuwen waren akkerbouw en veeteelt, waarvan schapenteelt een belangrijk aandeel had. Fruit- en groenteteelt kwam op na de middeleeuwen.
In de 13e eeuw behoorde een groot deel van het Westland, Loosduinen en Den Haag tot het ambtsgebied van Monster. Toen een begin werd gemaakt met de bouw van Den Haag werd een splitsing gemaakt in Haag-ambacht en Half-Loosduinen. Dit laatste dorp werd in 1812 losgemaakt van Monster. Tussen Den Haag en Monster bevindt zich van oudsher een serie buitenplaatsen zoals Ockenburgh, Bloemendaal, Solleveld en Langeveld.
In 1883 werd Monster voor het eerst bereikbaar per openbaar vervoer. De WSM-stoomtram uit Loosduinen kwam toen het dorp uit zijn isolement bevrijden en reed door naar 's-Gravenzande. Deze normaalspoorlijn reed door de krappe Choorstraat en Herenstraat. Later werd een nieuwe baan buitenom het dorp aangelegd. In 1905 werd Hoek van Holland bereikt. In de jaren '30 verdween het passagiervervoer. In 1965 is de lijn opgeheven. De oude baan is grotendeels fietspad geworden.
Tot de samenvoeging van gemeenten in het Westland in 2004, vormde de Gantel de zuidgrens van de gemeente Monster.

## Monumenten
Zie ook: Lijst van rijksmonumenten in Monster
Monster telt een groot aantal monumenten. De oude Hervormde kerk dateert van tussen 1050 en 1100. De kerk is in fasen gebouwd en kreeg zijn huidige vorm rond 1450. Het gebouw is in 1901 afgebrand en daarna in vroegere staat hersteld. Een ander monument is korenmolen De Vier Winden. De huidige molen stamt uit 1882, maar in documenten wordt hij al in de twaalfde eeuw genoemd. Onder de molen is een steen gevonden die van nog veel eerder dateert. De monumentale grafkelder van de familie Herkenrath is de particuliere begraafplaats van een familie die een groot aantal notabelen heeft voortgebracht. De eerste Herkenrath vestigde zich rond 1790 in Monster. De laatste bijzetting in het graf dateert van 1906. De grafkelder is nu eigendom van de gemeente Westland.
De rooms-katholieke Sint-Machutuskerk is ontworpen door architect S. van Rijswijk. De toren van de kerk is van de hand van Jaap van Rees.
Het St. Jozefklooster was vroeger het verblijf van Zusters Franciscanessen uit Roosendaal. Dit klooster vindt zijn oorsprong in 1844 toen een zekere Van der Horst een huis kocht aan de Vaart (tegenwoordig Havenstraat). Het was de bedoeling dat zusters daar onderwijs gingen geven aan kinderen. Na een eerste mislukte poging had dit na 1850 succes. Het convent groeide en het pand werd uitgebreid met een kapel. Vervolgens is er een grote tuin aangelegd en werden naburige percelen aangekocht. Zo konden er diverse uitbreidingen plaatsvinden, waaronder een nieuwe vleugel langs de Havenstraat in 1922. De zusters hebben er jarenlang lesgegeven. Resten van de muren rond de Kloostertuin geven heden nog een indruk van de omvang van het klooster. De laatste zusters (inmiddels op leeftijd) zijn in 1994 vertrokken uit het dorp. Het voormalige klooster is door renovatie als architectonisch erfgoed behouden. Er bevinden zich nu woningen en een multifunctioneel dorpshuis van de stichting 'De Noviteit' in het gebouw.

## Zee
Het strand wordt jaarlijks druk bezocht, waarbij de nadruk valt op dagtoerisme. Sinds 1939 bewaakt de Monsterse reddingsbrigade het strand. Elke zomer patrouilleren de vrijwilligers langs de kust. Er zijn drie strandopgangen: Molenslag, Schelpenpad en Watertoren.
In Monster bevindt zich een station van de Koninklijke Nederlandse Redding Maatschappij met een lange geschiedenis. Al in de derde bestuursvergadering van de directeuren van de ZHRMS (Zuid-Hollandse Reddings Maatschappij) op 18 november 1824 werd Ter Heijde genoemd. Rond 1825 werd hier de eerste reddingsboot van de ZHRMS gestationeerd. In 1900 kwam de roeireddingsboot President Schumacher. In 1943 werd deze reddingsboot verkocht en het station vanwege de oorlog gesloten. Sinds de zomer van 2005 heeft men aan het strand van Monster een reddingsboot van het type Valentijn 2000 genaamd George Dijkstra.

## Strandvondsten
In 1986, 1993 en latere jaren vonden er zandopspuitingen plaats op het Monsterse strand. Met deze zandsuppleties werd de kust versterkt. Het materiaal was afkomstig uit het Eurogeulgebied en omgeving. Daar was niet altijd zee geweest. In het Pleistoceen (IJstijdvak) en met name in het Weichselien, de laatste ijstijd, zo'n 40.000 jaar terug, was hier land. Pas 7000-6000 v.Chr. verdween het laatste stuk (Europoort/Bruine Bank) onder water. Na de zandsuppleties werden op het strand veel botten uit de laatste ijstijd gevonden, met name van de mammoet, wolharige neushoorn en het reuzenhert van zo'n 40.000 jaar oud. Veel ouder nog was een snijtand van de nu uitgestorven beversoort Trogontherium cuvieri. Deze werd op één miljoen jaar oud gedateerd. Er werden ook botten uit het Holoceen (vanaf 10.000 jaar terug) gevonden, onder meer van paard, hert, otter en bever en dieren die op landbouw wezen. Ook werden gebruiksvoorwerpen gevonden waaronder drie harpoentjes, een vuurstenen krabbertje en mesje, twee stukjes afslag van vuursteen en twee afgezaagde geweipunten. De voorwerpen werden gedateerd als uit het begin van de middelste steentijd, zo'n 9700 jaar geleden.

## Sport en recreatie
- In Monster is nog een voetbalvereniging SC Monster na de fusie van V.V. Monster en S.V. Polanen in 2012. S.V. Polanen was op haar beurt weer een voortzetting van de voetbalvereniging R.K.S.V.M. (1947-2007)
- Op atletiekgebied vindt sinds 1973 jaarlijks de halve marathon van Monster plaats, een hardloopwedstrijd over een afstand van 21,1 km
- Door de plaats loopt de Europese wandelroute E9, ter plaatse ook Noordzeepad of Hollands Kustpad geheten.

## Bekende personen uit Monster
- Jan I van Polanen (1285-1342), edele
- Arnold Vinnius (1588-1657), rechtsgeleerde
- Marus van der Made (1940), beeldhouwer
- Ed Kuiper (1946), ondernemer en filantroop
- Jan Nonhof (1947), acteur, stemacteur en toneelregisseur
- Koos Janssen (1955), politicus
- Menno Boelsma (1961-2022), kortebaanschaatser
- Gerard Schouw (1965), politicus
- Ed van der Sande (1966), politicus
- Yvette Broch (1990), handballer
- Nikki Baggerman (1997), voetballer
- Lauren Glotzbach (2003), voetbalster